# Vladimir Korol'kov
Vladimir Aleksandrovič Korol'kov (Krasnodar, 7 novembre 1907 – Leningrado, 1º maggio 1987) è stato un ingegnere e compositore di scacchi sovietico.
Di professione ingegnere elettrotecnico, fu Maestro dello sport dell'Unione Sovietica dal 1938, Giudice per la composizione dell'URSS dal 1957, Arbitro internazionale per la composizione dall'istituzione del titolo (1956), Grande Maestro della composizione dal 1976.
Vinse 31 primi premi in concorsi di composizione studi, alcuni dei quali per studi composti assieme a Leopold Mitrofanov. Nel 1958 compose lo studio «Excelsior», nel quale il bianco vince solo facendo sei catture di pedone consecutive. Ne diede la soluzione adattando i versi del poema Excelsior di Longfellow.
Gli studi di Korol'kov presentano spesso aspetti paradossali, con posizioni artificiali ma di grande interesse. Nel 1958 pubblicò a Mosca Selected Studies (in russo), con accurate analisi di opere di vari studisti, e nel 1959 Studi scelti di Aleksej Troickij, con Vitalij Chechover.

## Uno studio di Korol'kov
|   | a | b | c | d | e | f | g | h |   |
| 8 | c8 alfiere del bianco · a7 pedone del nero · b7 torre del bianco · c6 pedone del nero · d6 pedone del bianco · f6 re del nero · g4 re del bianco · h4 alfiere del nero · e3 pedone del nero · g3 pedone del bianco · f2 pedone del nero | c8 alfiere del bianco · a7 pedone del nero · b7 torre del bianco · c6 pedone del nero · d6 pedone del bianco · f6 re del nero · g4 re del bianco · h4 alfiere del nero · e3 pedone del nero · g3 pedone del bianco · f2 pedone del nero | c8 alfiere del bianco · a7 pedone del nero · b7 torre del bianco · c6 pedone del nero · d6 pedone del bianco · f6 re del nero · g4 re del bianco · h4 alfiere del nero · e3 pedone del nero · g3 pedone del bianco · f2 pedone del nero | c8 alfiere del bianco · a7 pedone del nero · b7 torre del bianco · c6 pedone del nero · d6 pedone del bianco · f6 re del nero · g4 re del bianco · h4 alfiere del nero · e3 pedone del nero · g3 pedone del bianco · f2 pedone del nero | c8 alfiere del bianco · a7 pedone del nero · b7 torre del bianco · c6 pedone del nero · d6 pedone del bianco · f6 re del nero · g4 re del bianco · h4 alfiere del nero · e3 pedone del nero · g3 pedone del bianco · f2 pedone del nero | c8 alfiere del bianco · a7 pedone del nero · b7 torre del bianco · c6 pedone del nero · d6 pedone del bianco · f6 re del nero · g4 re del bianco · h4 alfiere del nero · e3 pedone del nero · g3 pedone del bianco · f2 pedone del nero | c8 alfiere del bianco · a7 pedone del nero · b7 torre del bianco · c6 pedone del nero · d6 pedone del bianco · f6 re del nero · g4 re del bianco · h4 alfiere del nero · e3 pedone del nero · g3 pedone del bianco · f2 pedone del nero | c8 alfiere del bianco · a7 pedone del nero · b7 torre del bianco · c6 pedone del nero · d6 pedone del bianco · f6 re del nero · g4 re del bianco · h4 alfiere del nero · e3 pedone del nero · g3 pedone del bianco · f2 pedone del nero | 8 |
| 7 | c8 alfiere del bianco · a7 pedone del nero · b7 torre del bianco · c6 pedone del nero · d6 pedone del bianco · f6 re del nero · g4 re del bianco · h4 alfiere del nero · e3 pedone del nero · g3 pedone del bianco · f2 pedone del nero | c8 alfiere del bianco · a7 pedone del nero · b7 torre del bianco · c6 pedone del nero · d6 pedone del bianco · f6 re del nero · g4 re del bianco · h4 alfiere del nero · e3 pedone del nero · g3 pedone del bianco · f2 pedone del nero | c8 alfiere del bianco · a7 pedone del nero · b7 torre del bianco · c6 pedone del nero · d6 pedone del bianco · f6 re del nero · g4 re del bianco · h4 alfiere del nero · e3 pedone del nero · g3 pedone del bianco · f2 pedone del nero | c8 alfiere del bianco · a7 pedone del nero · b7 torre del bianco · c6 pedone del nero · d6 pedone del bianco · f6 re del nero · g4 re del bianco · h4 alfiere del nero · e3 pedone del nero · g3 pedone del bianco · f2 pedone del nero | c8 alfiere del bianco · a7 pedone del nero · b7 torre del bianco · c6 pedone del nero · d6 pedone del bianco · f6 re del nero · g4 re del bianco · h4 alfiere del nero · e3 pedone del nero · g3 pedone del bianco · f2 pedone del nero | c8 alfiere del bianco · a7 pedone del nero · b7 torre del bianco · c6 pedone del nero · d6 pedone del bianco · f6 re del nero · g4 re del bianco · h4 alfiere del nero · e3 pedone del nero · g3 pedone del bianco · f2 pedone del nero | c8 alfiere del bianco · a7 pedone del nero · b7 torre del bianco · c6 pedone del nero · d6 pedone del bianco · f6 re del nero · g4 re del bianco · h4 alfiere del nero · e3 pedone del nero · g3 pedone del bianco · f2 pedone del nero | c8 alfiere del bianco · a7 pedone del nero · b7 torre del bianco · c6 pedone del nero · d6 pedone del bianco · f6 re del nero · g4 re del bianco · h4 alfiere del nero · e3 pedone del nero · g3 pedone del bianco · f2 pedone del nero | 7 |
| 6 | c8 alfiere del bianco · a7 pedone del nero · b7 torre del bianco · c6 pedone del nero · d6 pedone del bianco · f6 re del nero · g4 re del bianco · h4 alfiere del nero · e3 pedone del nero · g3 pedone del bianco · f2 pedone del nero | c8 alfiere del bianco · a7 pedone del nero · b7 torre del bianco · c6 pedone del nero · d6 pedone del bianco · f6 re del nero · g4 re del bianco · h4 alfiere del nero · e3 pedone del nero · g3 pedone del bianco · f2 pedone del nero | c8 alfiere del bianco · a7 pedone del nero · b7 torre del bianco · c6 pedone del nero · d6 pedone del bianco · f6 re del nero · g4 re del bianco · h4 alfiere del nero · e3 pedone del nero · g3 pedone del bianco · f2 pedone del nero | c8 alfiere del bianco · a7 pedone del nero · b7 torre del bianco · c6 pedone del nero · d6 pedone del bianco · f6 re del nero · g4 re del bianco · h4 alfiere del nero · e3 pedone del nero · g3 pedone del bianco · f2 pedone del nero | c8 alfiere del bianco · a7 pedone del nero · b7 torre del bianco · c6 pedone del nero · d6 pedone del bianco · f6 re del nero · g4 re del bianco · h4 alfiere del nero · e3 pedone del nero · g3 pedone del bianco · f2 pedone del nero | c8 alfiere del bianco · a7 pedone del nero · b7 torre del bianco · c6 pedone del nero · d6 pedone del bianco · f6 re del nero · g4 re del bianco · h4 alfiere del nero · e3 pedone del nero · g3 pedone del bianco · f2 pedone del nero | c8 alfiere del bianco · a7 pedone del nero · b7 torre del bianco · c6 pedone del nero · d6 pedone del bianco · f6 re del nero · g4 re del bianco · h4 alfiere del nero · e3 pedone del nero · g3 pedone del bianco · f2 pedone del nero | c8 alfiere del bianco · a7 pedone del nero · b7 torre del bianco · c6 pedone del nero · d6 pedone del bianco · f6 re del nero · g4 re del bianco · h4 alfiere del nero · e3 pedone del nero · g3 pedone del bianco · f2 pedone del nero | 6 |
| 5 | c8 alfiere del bianco · a7 pedone del nero · b7 torre del bianco · c6 pedone del nero · d6 pedone del bianco · f6 re del nero · g4 re del bianco · h4 alfiere del nero · e3 pedone del nero · g3 pedone del bianco · f2 pedone del nero | c8 alfiere del bianco · a7 pedone del nero · b7 torre del bianco · c6 pedone del nero · d6 pedone del bianco · f6 re del nero · g4 re del bianco · h4 alfiere del nero · e3 pedone del nero · g3 pedone del bianco · f2 pedone del nero | c8 alfiere del bianco · a7 pedone del nero · b7 torre del bianco · c6 pedone del nero · d6 pedone del bianco · f6 re del nero · g4 re del bianco · h4 alfiere del nero · e3 pedone del nero · g3 pedone del bianco · f2 pedone del nero | c8 alfiere del bianco · a7 pedone del nero · b7 torre del bianco · c6 pedone del nero · d6 pedone del bianco · f6 re del nero · g4 re del bianco · h4 alfiere del nero · e3 pedone del nero · g3 pedone del bianco · f2 pedone del nero | c8 alfiere del bianco · a7 pedone del nero · b7 torre del bianco · c6 pedone del nero · d6 pedone del bianco · f6 re del nero · g4 re del bianco · h4 alfiere del nero · e3 pedone del nero · g3 pedone del bianco · f2 pedone del nero | c8 alfiere del bianco · a7 pedone del nero · b7 torre del bianco · c6 pedone del nero · d6 pedone del bianco · f6 re del nero · g4 re del bianco · h4 alfiere del nero · e3 pedone del nero · g3 pedone del bianco · f2 pedone del nero | c8 alfiere del bianco · a7 pedone del nero · b7 torre del bianco · c6 pedone del nero · d6 pedone del bianco · f6 re del nero · g4 re del bianco · h4 alfiere del nero · e3 pedone del nero · g3 pedone del bianco · f2 pedone del nero | c8 alfiere del bianco · a7 pedone del nero · b7 torre del bianco · c6 pedone del nero · d6 pedone del bianco · f6 re del nero · g4 re del bianco · h4 alfiere del nero · e3 pedone del nero · g3 pedone del bianco · f2 pedone del nero | 5 |
| 4 | c8 alfiere del bianco · a7 pedone del nero · b7 torre del bianco · c6 pedone del nero · d6 pedone del bianco · f6 re del nero · g4 re del bianco · h4 alfiere del nero · e3 pedone del nero · g3 pedone del bianco · f2 pedone del nero | c8 alfiere del bianco · a7 pedone del nero · b7 torre del bianco · c6 pedone del nero · d6 pedone del bianco · f6 re del nero · g4 re del bianco · h4 alfiere del nero · e3 pedone del nero · g3 pedone del bianco · f2 pedone del nero | c8 alfiere del bianco · a7 pedone del nero · b7 torre del bianco · c6 pedone del nero · d6 pedone del bianco · f6 re del nero · g4 re del bianco · h4 alfiere del nero · e3 pedone del nero · g3 pedone del bianco · f2 pedone del nero | c8 alfiere del bianco · a7 pedone del nero · b7 torre del bianco · c6 pedone del nero · d6 pedone del bianco · f6 re del nero · g4 re del bianco · h4 alfiere del nero · e3 pedone del nero · g3 pedone del bianco · f2 pedone del nero | c8 alfiere del bianco · a7 pedone del nero · b7 torre del bianco · c6 pedone del nero · d6 pedone del bianco · f6 re del nero · g4 re del bianco · h4 alfiere del nero · e3 pedone del nero · g3 pedone del bianco · f2 pedone del nero | c8 alfiere del bianco · a7 pedone del nero · b7 torre del bianco · c6 pedone del nero · d6 pedone del bianco · f6 re del nero · g4 re del bianco · h4 alfiere del nero · e3 pedone del nero · g3 pedone del bianco · f2 pedone del nero | c8 alfiere del bianco · a7 pedone del nero · b7 torre del bianco · c6 pedone del nero · d6 pedone del bianco · f6 re del nero · g4 re del bianco · h4 alfiere del nero · e3 pedone del nero · g3 pedone del bianco · f2 pedone del nero | c8 alfiere del bianco · a7 pedone del nero · b7 torre del bianco · c6 pedone del nero · d6 pedone del bianco · f6 re del nero · g4 re del bianco · h4 alfiere del nero · e3 pedone del nero · g3 pedone del bianco · f2 pedone del nero | 4 |
| 3 | c8 alfiere del bianco · a7 pedone del nero · b7 torre del bianco · c6 pedone del nero · d6 pedone del bianco · f6 re del nero · g4 re del bianco · h4 alfiere del nero · e3 pedone del nero · g3 pedone del bianco · f2 pedone del nero | c8 alfiere del bianco · a7 pedone del nero · b7 torre del bianco · c6 pedone del nero · d6 pedone del bianco · f6 re del nero · g4 re del bianco · h4 alfiere del nero · e3 pedone del nero · g3 pedone del bianco · f2 pedone del nero | c8 alfiere del bianco · a7 pedone del nero · b7 torre del bianco · c6 pedone del nero · d6 pedone del bianco · f6 re del nero · g4 re del bianco · h4 alfiere del nero · e3 pedone del nero · g3 pedone del bianco · f2 pedone del nero | c8 alfiere del bianco · a7 pedone del nero · b7 torre del bianco · c6 pedone del nero · d6 pedone del bianco · f6 re del nero · g4 re del bianco · h4 alfiere del nero · e3 pedone del nero · g3 pedone del bianco · f2 pedone del nero | c8 alfiere del bianco · a7 pedone del nero · b7 torre del bianco · c6 pedone del nero · d6 pedone del bianco · f6 re del nero · g4 re del bianco · h4 alfiere del nero · e3 pedone del nero · g3 pedone del bianco · f2 pedone del nero | c8 alfiere del bianco · a7 pedone del nero · b7 torre del bianco · c6 pedone del nero · d6 pedone del bianco · f6 re del nero · g4 re del bianco · h4 alfiere del nero · e3 pedone del nero · g3 pedone del bianco · f2 pedone del nero | c8 alfiere del bianco · a7 pedone del nero · b7 torre del bianco · c6 pedone del nero · d6 pedone del bianco · f6 re del nero · g4 re del bianco · h4 alfiere del nero · e3 pedone del nero · g3 pedone del bianco · f2 pedone del nero | c8 alfiere del bianco · a7 pedone del nero · b7 torre del bianco · c6 pedone del nero · d6 pedone del bianco · f6 re del nero · g4 re del bianco · h4 alfiere del nero · e3 pedone del nero · g3 pedone del bianco · f2 pedone del nero | 3 |
| 2 | c8 alfiere del bianco · a7 pedone del nero · b7 torre del bianco · c6 pedone del nero · d6 pedone del bianco · f6 re del nero · g4 re del bianco · h4 alfiere del nero · e3 pedone del nero · g3 pedone del bianco · f2 pedone del nero | c8 alfiere del bianco · a7 pedone del nero · b7 torre del bianco · c6 pedone del nero · d6 pedone del bianco · f6 re del nero · g4 re del bianco · h4 alfiere del nero · e3 pedone del nero · g3 pedone del bianco · f2 pedone del nero | c8 alfiere del bianco · a7 pedone del nero · b7 torre del bianco · c6 pedone del nero · d6 pedone del bianco · f6 re del nero · g4 re del bianco · h4 alfiere del nero · e3 pedone del nero · g3 pedone del bianco · f2 pedone del nero | c8 alfiere del bianco · a7 pedone del nero · b7 torre del bianco · c6 pedone del nero · d6 pedone del bianco · f6 re del nero · g4 re del bianco · h4 alfiere del nero · e3 pedone del nero · g3 pedone del bianco · f2 pedone del nero | c8 alfiere del bianco · a7 pedone del nero · b7 torre del bianco · c6 pedone del nero · d6 pedone del bianco · f6 re del nero · g4 re del bianco · h4 alfiere del nero · e3 pedone del nero · g3 pedone del bianco · f2 pedone del nero | c8 alfiere del bianco · a7 pedone del nero · b7 torre del bianco · c6 pedone del nero · d6 pedone del bianco · f6 re del nero · g4 re del bianco · h4 alfiere del nero · e3 pedone del nero · g3 pedone del bianco · f2 pedone del nero | c8 alfiere del bianco · a7 pedone del nero · b7 torre del bianco · c6 pedone del nero · d6 pedone del bianco · f6 re del nero · g4 re del bianco · h4 alfiere del nero · e3 pedone del nero · g3 pedone del bianco · f2 pedone del nero | c8 alfiere del bianco · a7 pedone del nero · b7 torre del bianco · c6 pedone del nero · d6 pedone del bianco · f6 re del nero · g4 re del bianco · h4 alfiere del nero · e3 pedone del nero · g3 pedone del bianco · f2 pedone del nero | 2 |
| 1 | c8 alfiere del bianco · a7 pedone del nero · b7 torre del bianco · c6 pedone del nero · d6 pedone del bianco · f6 re del nero · g4 re del bianco · h4 alfiere del nero · e3 pedone del nero · g3 pedone del bianco · f2 pedone del nero | c8 alfiere del bianco · a7 pedone del nero · b7 torre del bianco · c6 pedone del nero · d6 pedone del bianco · f6 re del nero · g4 re del bianco · h4 alfiere del nero · e3 pedone del nero · g3 pedone del bianco · f2 pedone del nero | c8 alfiere del bianco · a7 pedone del nero · b7 torre del bianco · c6 pedone del nero · d6 pedone del bianco · f6 re del nero · g4 re del bianco · h4 alfiere del nero · e3 pedone del nero · g3 pedone del bianco · f2 pedone del nero | c8 alfiere del bianco · a7 pedone del nero · b7 torre del bianco · c6 pedone del nero · d6 pedone del bianco · f6 re del nero · g4 re del bianco · h4 alfiere del nero · e3 pedone del nero · g3 pedone del bianco · f2 pedone del nero | c8 alfiere del bianco · a7 pedone del nero · b7 torre del bianco · c6 pedone del nero · d6 pedone del bianco · f6 re del nero · g4 re del bianco · h4 alfiere del nero · e3 pedone del nero · g3 pedone del bianco · f2 pedone del nero | c8 alfiere del bianco · a7 pedone del nero · b7 torre del bianco · c6 pedone del nero · d6 pedone del bianco · f6 re del nero · g4 re del bianco · h4 alfiere del nero · e3 pedone del nero · g3 pedone del bianco · f2 pedone del nero | c8 alfiere del bianco · a7 pedone del nero · b7 torre del bianco · c6 pedone del nero · d6 pedone del bianco · f6 re del nero · g4 re del bianco · h4 alfiere del nero · e3 pedone del nero · g3 pedone del bianco · f2 pedone del nero | c8 alfiere del bianco · a7 pedone del nero · b7 torre del bianco · c6 pedone del nero · d6 pedone del bianco · f6 re del nero · g4 re del bianco · h4 alfiere del nero · e3 pedone del nero · g3 pedone del bianco · f2 pedone del nero | 1 |
|   | a | b | c | d | e | f | g | h |   |

Soluzione: